# Ataksija
Ataksija (grč. a– ne + –taksija red) neurološki je simptom koji je obilježen gubitkom koordinacije mišićnih pokreta uzrokovanim poremećajima dijela središnjega živčanog sustava.

## Uzroci
Ataksija se dijeli na:
- cerebelarnu ataksiju - uzrokovana poremećajem malog mozga
- senzornu ataksiju - ataksija uzrokovana oštećenjem propriocepcije (somatosenzorni sustav), što je najčešće posljedica poremećaja u kralježničnoj moždini (dorzalne kolumne) koja prenosi podražaje u mozak
- vestibularnu ataksiju - nastaje poremećajem vestibularnog sustava

Ataksija može biti uzrokovana lezijom (tumor, krvarenje, ishemija) središnjeg živčanog sustava, unosom određenih tvari (npr. etanol, nuspojave lijekova), deficitom vitamina B12, oštećenjem živaca.